# Giurtelecu Hododului, Satu Mare
Giurtelecu Hododului este un sat în comuna Hodod din județul Satu Mare, Transilvania, România.

## Geografie
Giurtelecu Hododului este situat in Țara Codrului, la 6 km de orașul Cehu Silvaniei și la 44 km de Satu Mare. Este situat in județul Satu Mare, la limita cu județul Sălaj. In maghiara, "Giurtelecu" inseamna proprietatea lui Gheorghe (Györgyi). 

## Istorie
Chiar relativele frecvente schimbări administrative între hotarele județelor cărora localitatea ar fi putut să le aparțină, sugerează poziționarea localității pe linia care, în direcție vest-nord-vestică, marchează marginea zonei Codru. Deja poziționarea la orizontală a primelor sate menționate în sursele medievale, sugerează statutul unui spațiu periferic/intermediar, între Codrul românesc (cu villae olahales) și teritoriul deja colonizat de maghiari (spre exemplu, localitățile învecinate în această direcție, Leleiu, Hododul, Cehul). 
Cele mai vechi vestigii cunoscute până acum din hotarul localității sunt din epoca bronzului (așezarea de pe "Dealul Nucilor"). Pe limita relativă a hotarului cu satele învecinate Orțâța, Oarța de Sus și Bicaz există morminte tumulare din aceeași epocă
Prima atestare, ca sat românesc (: 1378 (Gertheleke, Gyurgteleke, Gywrgthelek). Există o întreagă serie de mențiuni pe durata următoare. La 1762 apare Hadad Győrgytelek, iar în 1850 deja sub forma Zsurtelek.
Extras din obligațiile țăranilor dependenți (în bună parte, cei din Giurtelec nu erau) privind urbariile și contractele anterioare față de stăpânii fostului domeniu al Cetății Cehului, împărțit la 13 martie 1767 între urmașii lui Ladislau Gyulafi și ai soției sale, Ecaterina Széchy: Giurtelecu-Hododului – „Întraiesta locu și iobagii și jelerii fac slujba și amu cum au făcut demult, fără de urbarium și fără de contractus și aiesta obicei so ereduit vro douăzeci de ani, mai-nainte vreme slujba mai puținel” (frumos, vorbirea este de recunoscut...). Robota – Giurtelec: Iobagii și jelerii lui Wesselényi Farkas,Gyulai Iosif, Bethlen Grigore și Bornemisza Iosif slujeau trei zile pe săptămână, iar cei care depindeau de Radák Ștefan, Baranyai Iosif, Ștefan și Rhédei Mihai plăteau taxe. „La vreme de arături am slujit trei zile, dare am prins două și trei gazde cu șase boi” [oamenii nu erau prea mulțumiți de obligațiile excesive]. Obligații legate de cărăușie – Giurtelec: oamenii lui Rhédei Mihai spuneau că pe lângă taxa plătită „facem drum de o săptămână”.
Statistică cu privire la anul 1785 (țărani dependenți): nr. stăpâni - 9; nr. țărani dependenți (iobagi - 68; jeleri cu casă - 27; jeleri fără casă -  43; total 168).
<În 11 iunie 1866, la Urminiș, împreună cu peste 70 de alegători din localitate și cu alți preoți precum  …  Laurențiu Caba (Giurtelecu Hododului)…,  însoțiți toți aceștia de mulți credincioși, protestează împotriva deciziei prefectului Wesselényi, care îi suspendase din funcții pe primpretorii Alexandru și George Pop, precum și pe juristul Mihai Pop din Băsești>.
Interesante împrejurările imediat următoare evenimentelor din decembrie 1918. Raport operativ 26 – 27 febr. 1919, situație de operațiuni: „În cursul nopții, bande au atacat satul Giurtelecu Hododului, Oarța de Jos și Băsești; au fost respinse”. Raport operativ 27. – 28 febr. 1919: „Ieri, 27 febr. 1919, la ora 18, ungurii în forță de un pluton cu două mitraliere au atacat satul Giurtelecu Hododului. Au fost respinși”.  Raport operativ 28 febr. – 1 martie 1919: „La 28 febr., ora 17, schimb de focuri de armă între santinelele companiei 3 din Regimentul 16 infanterie de la Giurtelecu Hododului și patrulele inamice, care se apropiau de sat”. Raport operativ 4 – 5 martie 1919: „Ieri, 4 martie, ora 7, o bandă de secui a atacat postul nostru din satul Lelei; trimițându-se ajutor din Giurtelecu Hododului, au fost respinși”; „O patrulă inamică cu mitraliere a deschis focul asupra satului Giurtelecu Hododului. A fost respinsă”. Raport operativ 5 – 6 martie 1919: „La 5 martie, ora 7,30, bande de secui cu mitraliere au atacat satul Giurtelecu Hododului și la ora 9 satul Băsești. Au fost respinse”. Există și alte mențiuni, dar, de remarcat: „La 28 martie… artileria inamică de la NE de Hodod a tras 30 lovituri asupra satului Lelei și asupra morii de foc de pe șoseaua Cehu Silvaniei – Hodod (2,5 km SV Giurtelecu Hododului)…” (Raport 28 – 29 martie); „Tot la 30 martie, între orele 10-11, artileria inamică a tras 25 proiectile asupra satelor Giurtelecu Hododului și Motiș, fără efect.”. De înțeles că în contextul acelor operațiuni militare, o „coloană de nord” a armatei române pornise de la Cehu spre Supuru de Jos, ocupând pas cu pas terenul din față. 
La 1908, erau 1400 greco-catolici in Giurtelecu Hododului. Construcția bisericii având hramul Adormirii Maicii Domnului a început în 1946 și s-a terminat în 1970.

## Demografie
Potrivit Recensământul populației din 2002 (România), cei 816 locuitorii erau:
|        | Populatie | %     |
| ------ | --------- | ----- |
| Români | 807       | 98,9% |
| Romi   | 8         | 1,0%  |

După limbă:
| Limbă        | Populatie | %     |
| ------------ | --------- | ----- |
| Română       | 809       | 99,1% |
| Limba romani | 7         | 0,9%  |

## Personalități
- Virgil Măgureanu - director al SRI în perioada 1990-1997

## Imagini

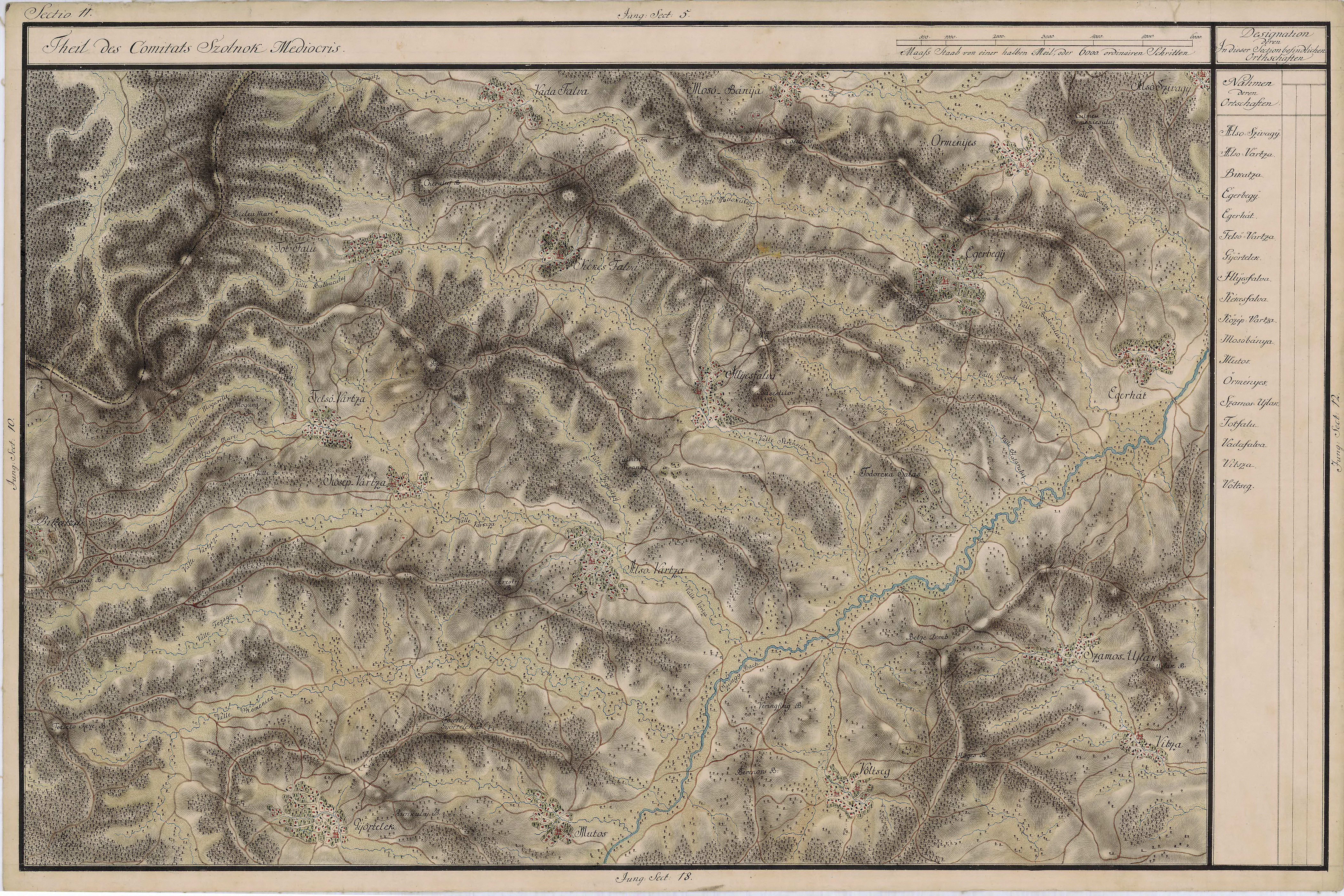
Giurtelecu în Harta Iosefină a Transilvaniei
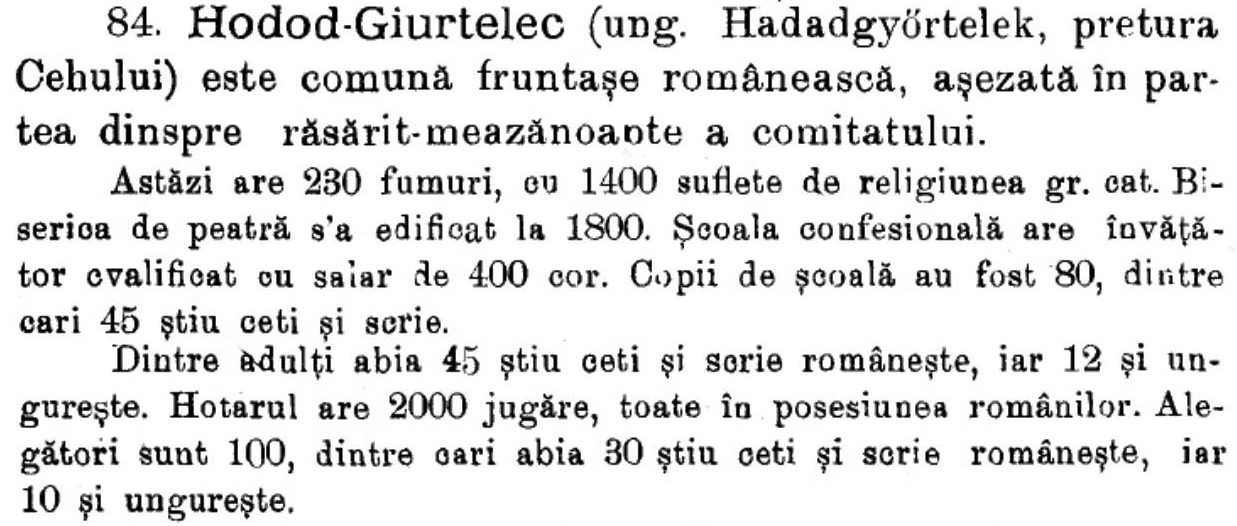